# Blauwkeelneushoornvogel
De blauwkeelneushoornvogel (Ceratogymna atrata) is een neushoornvogel die voorkomt in West- en Midden-Afrika.

## Beschrijving
Het mannetje van de blauwkeelneushoornvogel is 80–90 cm lang, het vrouwtje gemiddeld 76 cm. Het is een grote, zwarte neushoornvogel met een lichtblauwe, naakte huid rond het oog en de keel. De staart is zwart met een brede, witte eindband. De veren op de kop vormen een warrige kuif, bij het vrouwtje zijn de kop en de hals roodbruin van kleur, het mannetje is daar zwart.
De snavel is donkergrijs tot zwart met een cilindervormige "hoorn" die bij het vrouwtje kleiner is. Verder is opvallend aan deze vogels dat ze bij het vliegen een duidelijk hoorbaar suizend geluid voortbrengen.

## Galerij

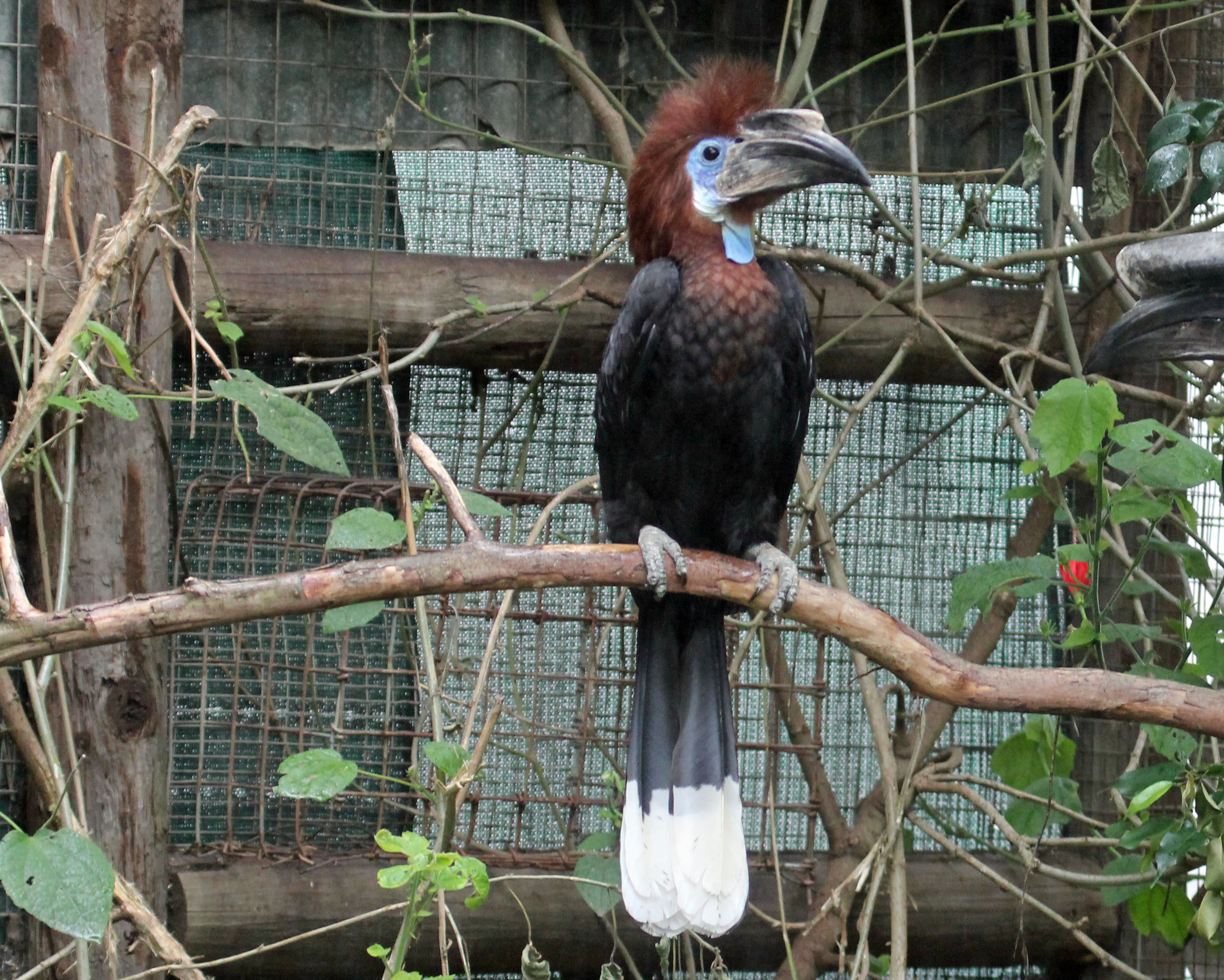
Vrouwtje
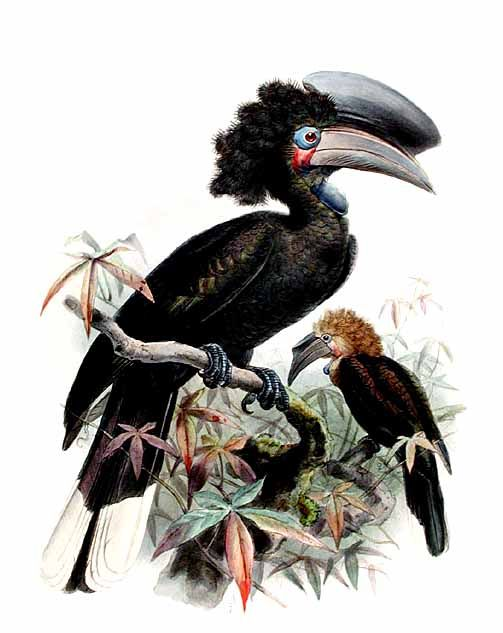
Blauwkeelneushoornvogel door Daniel Giraud Elliot

## Verspreiding en leefgebied
De blauwkeelneushoornvogel komt voor in Ivoorkust, Ghana, Guinee, Togo, Liberia, Nigeria, Sierra Leone, Zuid-Soedan, Oeganda, Angola en het Kongogebied. De leefgebieden zijn tropische bosgebieden, meestal laaglandbos maar in middengebergte tot op een hoogte 1300 m boven de zeespiegel.

## Status
De grootte van de populatie is niet gekwantificeerd, want het verspreidingsgebied is groot, daarom is er geen aanleiding te veronderstellen dat de soort bedreigd wordt in zijn voortbestaan en staat de blauwkeelneushoornvogel als niet bedreigd op de Rode Lijst van de IUCN.